# Réserve de chasse de la Couronne de Chapleau
La Réserve faunique de Chapleau est une Réserve naturelle et une réserve de chasse et pêche  qui s'étend dans le nord de l'Ontario au Canada. La principale ville à proximité est Chapleau qui a donné son nom à cette grande réserve faunique.
Cette réserve est situe au nord de la rivière Michipicoten. Elle a une superficie de 7 000 km² ce qui en fait la plus grande réserve de faunique du monde.
Cette réserve faunique fut créée en 1927 et permet, contrairement à son appellations anglophone, de préserver la faune des chasseurs et des trappeurs.
Cette réserve est bordée par les chemins de fer du Canadien National au nord, du Canadien Pacifique au sud, et du Algoma Central à l'ouest et de la rivière Chapleau à l'est.
Cette réserve naturelle faunistique couvre l'ancien territoire des amérindiens Ojibwés. Des pierres gravées de pictogrammes confirment l'ancienne présence de cette nation autochtone.
Les premiers trappeurs et coureurs des bois canadiens-français arpentèrent cet endroit dès le XVIIe siècle après la reconnaissance des explorateurs Pierre-Esprit Radisson et Médard des Groseilliers qui explorèrent ces lieux.

### Notes et références

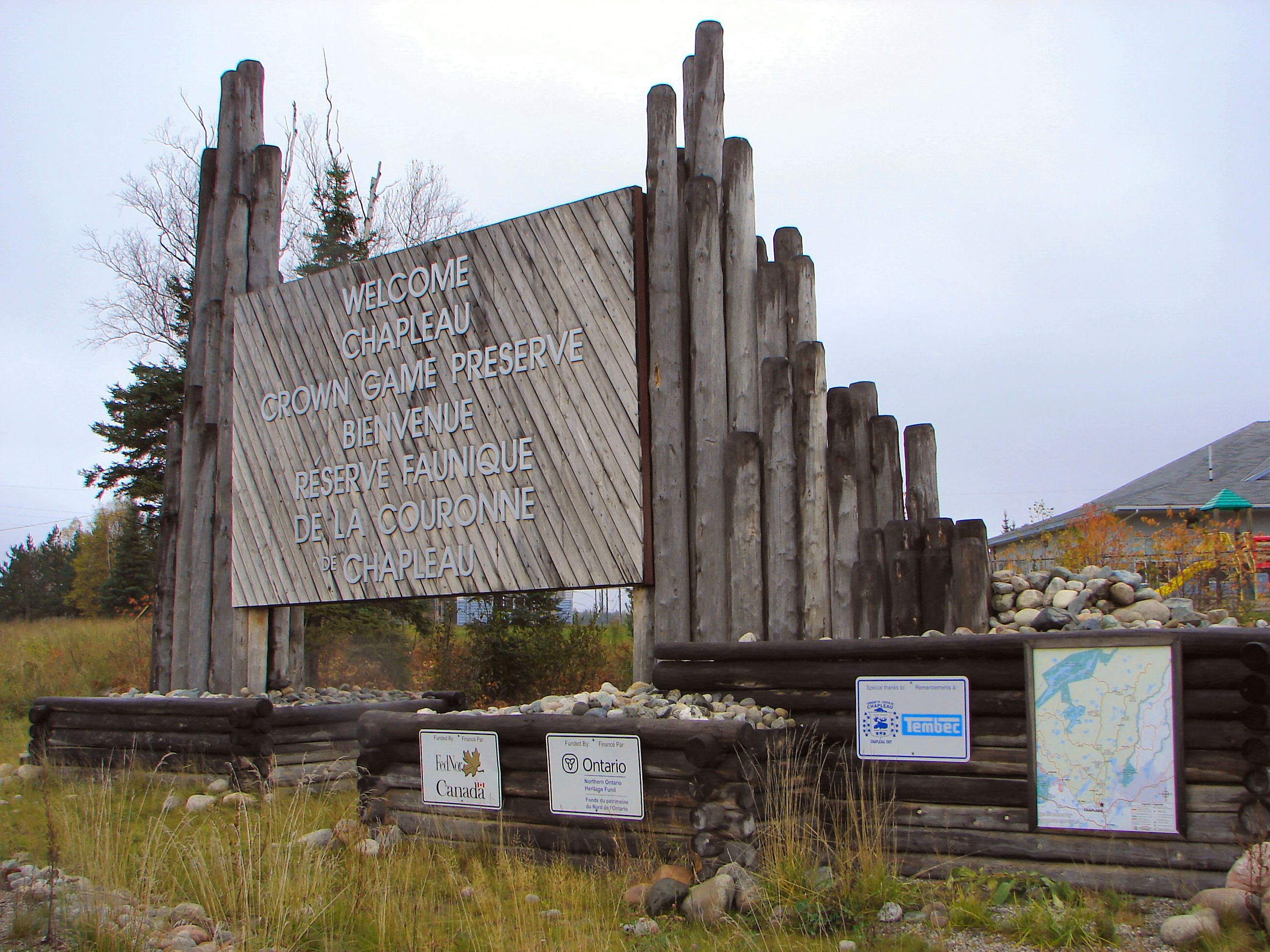
Panneau de bienvenue à l'entrée de la réserve.